# Cristo de las Noas
El Cristo de las Noas es una escultura de Jesús de Nazaret ubicada en el Cerro de las Noas, en la ciudad de Torreón, Coahuila, al noreste de México. Es obra de la artista Vladimir Alvarado, quien quiso inmortalizar el gesto de un Cristo protector.
Antes de la estatua que se encuentra actualmente, hubo otra en su lugar mucho más pequeña, misma que fue concebida en 1958 por el presbítero Manuel Herrera Reynoso.
La estatua actual mide 22 metros de altura desde su base, y está construido con 579 toneladas de hormigón armado, es uno de los símbolos más representativos no solo de Torreón, sino de toda la Comarca Lagunera. Fue concebido en 1973 por el sacerdote José Rodríguez Tenorio, y quedó terminado el Viernes Santo de 1983. El Cristo le debe su nombre al cerro donde se encuentra, el Cerro de las Noas, que lleva el nombre de los pequeños agaves en forma de roseta que crecían en tal montaña, y que tristemente al día de hoy son una especie en extinción.
En el santuario del Cristo de las Noas, se cuenta con un complejo turístico religioso con réplicas de Tierra Santa y restaurante panorámico. Tiene ya la Plaza dedicada a San Judas Tadeo y la capilla de Juan Pablo II, con esculturas hechas en cantera a tamaño natural.

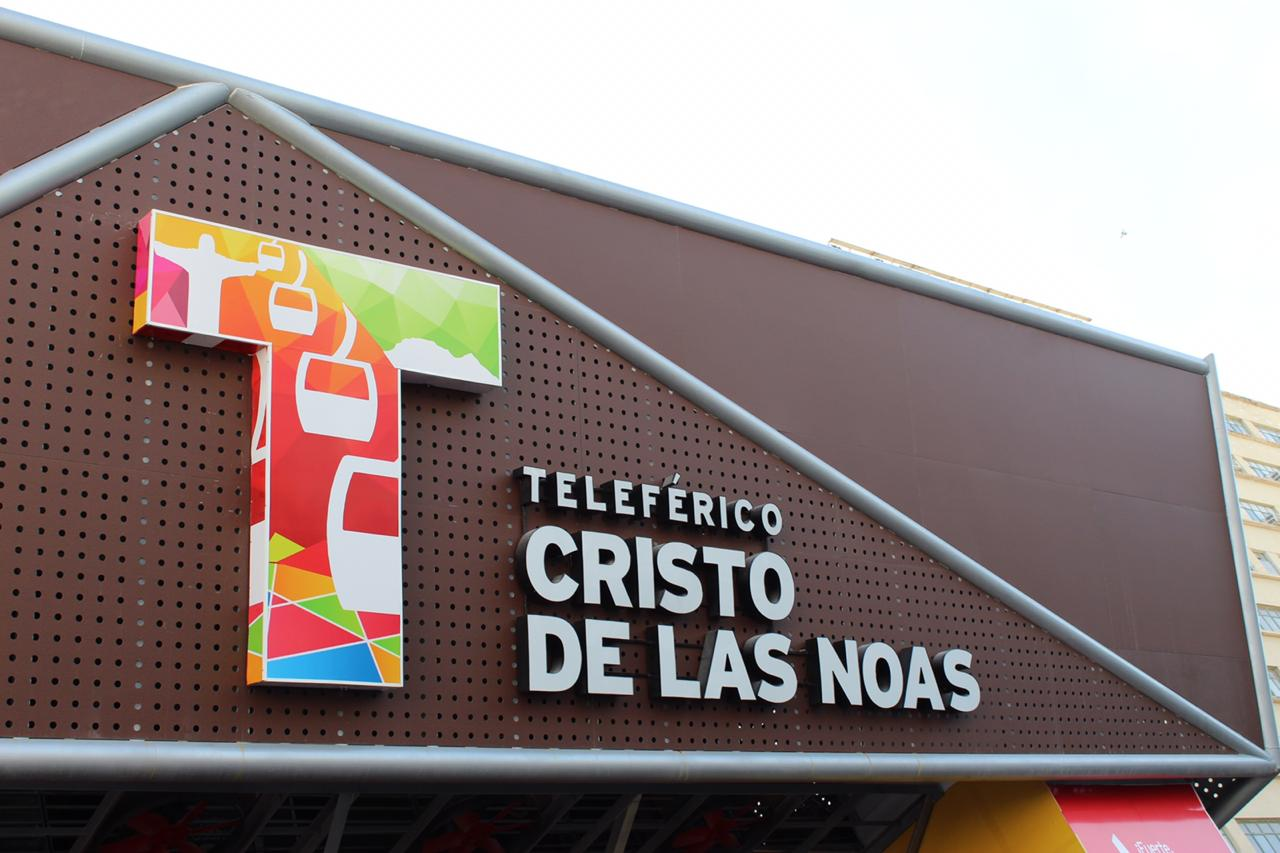
Estación Treviño del Teleférico

En 2017 se inauguró el Teleférico Torreón Cristo de las Noas, el cual comunica el centro de la ciudad con el Cerro de las Noas. En el evento de inauguración el gobernador de Coahuila, Miguel Riquelme, anunció que se construirá un parque ecológico en la cima del Cerro de las Noas, el cual contará será poblado con flora de la región, principalmente la noa, que le da el nombre al cerro en donde se encuentra el complejo. Además contará con terrazas, locales comerciales y restaurantes.
|  |  |